# Resolució 1105 del Consell de Seguretat de les Nacions Unides
La Resolució 1105 del Consell de Seguretat de les Nacions Unides fou adoptada per unanimitat el 9 d'abril de 1997. Després de recordar la Resolució 1082 (1996), el Consell va decidir suspendre la reducció del component militar de la Força de Desplegament Preventiu de les Nacions Unides (UNPREDEP) a la República de Macedònia fins al final del seu mandat actual, al 31 de maig de 1997.
El Consell de Seguretat va reafirmar el seu compromís amb la sobirania i la integritat territorial de Macedònia. Va donar la benvinguda a la redistribució de la UNPREDEP a causa de la rebel·lió a Albània de 1997, i va instar al secretari general Kofi Annan a que considerés nous desplegaments si fos necessari. Se li va demanar que informés al Consell abans del 15 de maig de 1997 amb recomanacions sobre la presència internacional posterior a Macedònia, com es va esmentar en la Resolució 1082.